# Miss Mondo 2011
Miss Mondo 2011, la sessantunesima edizione del concorso Miss Mondo si è svolto presso l'Earls Court Two il 6 novembre 2011 a Londra.. La detentrice del titolo uscente, la statunitense Alexandria Mills Ha incoronato la sua succeditrice alla fine dell'evento, la venezuelana Ivian Sarcos.

## Risultato

### Piazzamenti
| Risultati       | Concorrente |
| --------------- | --- |
| Miss Mondo 2011 | - Venezuela – Ivian Sarcos |
| 2ª classificata | - Filippine – Gwendoline Ruais |
| 3ª classificata | - Porto Rico – Amanda Vilanova |
| Top 7           | - Corea del Sud – Kyung Min Doe - Inghilterra – Alize Lily Mounter - Scozia – Jennifer Reoch - Sudafrica – Bokang Montjane |
| Top 15          | - Indonesia – Astrid Ellena - Isole Vergini Americane – Esonica Veira - Italia – Tania Bambaci - Kazakistan – Žanna Žumalijeva - Spagna – Carla García - Svezia – Nicoline Artursson - Ucraina – Iaroslava Kuriacha - Zimbabwe – Malaika Mushandu |
| Top 30          | - Australia - Amber Greasley - Botswana - Karabo Sampson - Brasile - Juceila Bueno - Canada - Raquel Santos - Cile - Gabriela Pulgar - Guatemala - Lourdes Figueroa - India - Kanishtha Dhankhar - Nuova Zelanda - Mianette Broekman - Paraguay - Nicole Huber - Russia - Natal'ja Gantimurova - Serbia - Milica Tepavac - Thailandia - Patcharida Blatchford - Ungheria - Linda Szunai |

### Eventi preliminari

#### Beach Beauty
L'evento Beach Beauty si è tenuto presso il Marriott Country Hall, il 29 ottobre 2011 insieme all'evento Top Model. L'annuncio della vincitrice è stato dato il 2 novembre 2011.
| Risultato finale | Concorrente                        |
| ---------------- | ---------------------------------- |
| Vincitrice       | - Inghilterra – Alize Lily Mounter |

| Risultato finale | Concorrente |
| ---------------- | --- |
| Top 20           | - Bolivia – Yohana Vaca - Brasile – Juceila Bueno - Corea del Sud – Kyung Min Doe - Filippine – Gwendoline Ruais - Irlanda del Nord – Finola Guinnane - Italia – Tania Bambaci - Kazakistan – Žanna Žumalijeva - Martinica – Axelle Perrier - Nuova Zelanda – Mianette Broekman - Paraguay – Nicole Huber - Porto Rico – Amanda Vilanova - Russia – Natal'ja Gantimurova - Saint-Barthélemy – Johanna Sansano - Serbia – Milica Tepavac - Spagna – Carla García - Svezia – Nicoline Artursson - Ucraina – Iaroslava Kuriacha - Venezuela – Ivian Sarcos - Zimbabwe – Malaika Mushandu |
| Top 36           | - Argentina – Antonella Kruger - Aruba – Gillain Berry - Belgio – Anastasia Harlanova - Bermuda – Jana Lynn Outerbridge - Francia – Clémence Oleksy - Galles – Sara Manchipp - Giappone – Midori Tanaka - Isole Vergini Americane – Esonica Veira - Israele – Ella Ran - Mauritius – Joelle Nagapen - Moldavia – Veronica Popovici - Panama – Irene Núñez - Stati Uniti – Erin Cummins - Sudafrica – Bokang Montjane - Uganda – Sylvia Namutebi - Ungheria – Linda Szunai |

#### Top Model
L'evento Top Model si è tenuto presso il Marriott Country Hall, il 29 ottobre 2011 insieme all'evento Beach Beauty. L'annuncio della vincitrice è stato dato due giorni dopo.
| Risultato finale | Concorrente                     |
| ---------------- | ------------------------------- |
| Vincitrice       | - Kazakistan – Žanna Žumalijeva |

| Risultato finale | Concorrente |
| ---------------- | --- |
| Top 20           | - Albania – Isi Topçiu-Ulaj - Argentina – Antonella Kruger - Australia – Amber Greasley - Barbados – Taisha Carrington - Bolivia – Yohana Vaca - Cina – Liu Chen - Corea del Sud – Kyung Min Doe - Filippine – Gwendoline Ruais - Francia – Clémence Oleksy - Giappone – Midori Tanaka - India – Kanishtha Dhankar - Inghilterra – Alize Lily Mounter - Italia – Tania Bambaci - Kenya – Susan Anyango - Martinica – Axelle Perrier - Svezia – Nicoline Artursson - Ucraina – Iaroslava Kuriacha - Venezuela – Ivian Sarcos - Zimbabwe – Malaika Mushandu |

#### Sports
L'evento Sports si è tenuto presso il Crieff Hydro Hotel di Edimburgo, il 24 ottobre 2011..
| Risultato finale | Concorrente                         |
| ---------------- | ----------------------------------- |
| Vincitrice       | - Rep. Dominicana – Marianly Tejada |

| Gruppo   | Concorrente |
| -------- | --- |
| Gruppo 1 | - Australia – Amber Greasley - Bahamas – Sasha Joyce - Bolivia – Yohana Vaca - Bonaire – Benazir Charles - Cile – Gabriela Pulgar - Canada – Riza Santos                         |
| Gruppo 2 | - Botswana – Karabo Sampson - Danimarca – Maya Olesen - Guatemala – Lourdes Figueroa - Rep. Ceca – Denisa Domanská - Rep. Dominicana – Marianly Tejada - Ungheria – Linda Szunai |
| Gruppo 3 | - Germania – Sabrina-Nathalie Reitz - Giamaica – Danielle Crosskill - Lettonia – Alise Miškovska - Panama – Irene Núñez - Paraguay – Nicole Huber - Portogallo – Barbara Franco  |
| Gruppo 4 | - Porto Rico – Amanda Vilanova - Scozia – Jennifer Reoch - Singapore – May Hsu - Svezia – Nicoline Artursson - Trinidad e Tobago – Lee-Ann Forbes - Uganda – Sylvia Namutebi     |

#### Talent
L'evento Talent si è tenuto presso il Hilton Park Lane di Londra, il 31 ottobre 2011, mentre la vincitrice è stata annunciata il 6 novembre 2011.
| Risultato finale | Concorrente              |
| ---------------- | ------------------------ |
| Vincitrice       | - Cile – Gabriela Pulgar |

| Risultato finale | Concorrente |
| ---------------- | --- |
| Top 11           | - Cina – Liu Chen - Guatemala – Lourdes Figueroa - India – Astrid Ellena - Isole Vergini Americane – Esonica Veira - Kazakistan – Žanna Žumalijeva - Lituania – Ieva Gervinskaitė - Paraguay – Nicole Huber - Porto Rico – Amanda Vilanova - Saint-Barthélemy – Johanna Sansano - Ucraina – Yaroslava Kuriacha |
| Top 20           | - Barbados – Taisha Carrington - Canada – Riza Santos - Islanda – Sigrún Eva Ármannsdóttir - Isole Cayman – Lindsay Japal - Lettonia – Alise Miškovska - Malta – Claire Busuttil - Rep. Ceca – Denisa Domanská - Sudafrica – Bokang Montjane - Venezuela – Ivian Sarcos                                        |

#### Beauty With A Purpose
L'evento Beauty With A Purpose si è svolto il 6 novembre 2011, ed ha visto due vincitrici.
| Risultato finale | Concorrente                                              |
| ---------------- | -------------------------------------------------------- |
| Vincitrice       | - Ghana – Stephanie Karikari - Indonesia – Astrid Ellena |

| Risultato finale | Concorrente |
| ---------------- | --- |
| Top 30           | - Argentina – Antonella Kruger - Bahamas – Sasha Joyce - Barbados – Taisha Carrington - Bonaire – Benazir Charles - Botswana – Karabo Sampson - Ecuador – María Verónica Vargas - Filippine – Gwendoline Ruais - Guatemala – Lourdes Figueroa - India – Kanishtha Dhankar - Inghilterra – Alize Lily Mounter - Isole Vergini Americane – Esonica Veira - Kenya – Susan Anyango - Lettonia – Alise Miškovska - Libano – Meenakshi Subramani - Malaysia – Chloe Chen - Malta – Claire Marie Busuttil - Namibia – Luzaan van Wyk - Nepal – Malina Joshi - Perù – Odilia Garcia - Porto Rico – Amanda Vilanova - Scozia – Jennifer Reoch - Spagna – Carla García - Sri Lanka – Pushpika De Silva - Sudafrica – Bokang Montjane - Svezia – Nicoline Artursson - Tanzania – Salha Israel - Thailandia – Patcharida Blatchford - Zimbabwe – Malaika Mushandu |

## Concorrenti
| Nazione/Territorio      | Concorrente              | Età | Altezza | Provenienza               |
| ----------------------- | ------------------------ | --- | ------- | ------------------------- |
| Albania                 | Isi Topçiu-Ulaj          | 18  | 1,83    | Tirana                    |
| Angola                  | Edmilza Santos           | 20  | 1,72    | Malanje                   |
| Argentina               | Antonella Kruger         | 19  | 1,72    | Buenos Aires              |
| Armenia                 | Anna Arakelyan           | 20  | 1,72    | Erevan                    |
| Aruba                   | Gillain Berry            | 24  | 1,75    | Oranjestad                |
| Australia               | Amber Greasley           | 18  | 1,78    | Brisbane                  |
| Austria                 | Julia Hofer              | 19  | 1,74    | Mayrhofen                 |
| Bahamas                 | Sasha Joyce              | 23  | 1,76    | Freeport                  |
| Barbados                | Taisha Carrington        | 18  | 1,67    | Bridgetown                |
| Belgio                  | Justine De Jonckheere    | 19  | 1,73    | Wevelgem                  |
| Belize                  | Kadejah Tunn             | 17  | 1.63    | Belize City               |
| Bermuda                 | Jana Lynn Outerbridge    | 22  | 1.70    | St. George's              |
| Bielorussia             | Anastasia Harlanova      | 21  | 1,76    | Homel'                    |
| Bolivia                 | Yohana Vaca              | 23  | 1,77    | Santa Cruz                |
| Bonaire                 | Benazir Charles          | 19  | 1,76    | Kralendijk                |
| Bosnia ed Erzegovina    | Snežana Kuzmanovic       | 17  | 1,78    | Laktaši                   |
| Botswana                | Karabo Sampson           | 20  | 1,71    | Tsabong                   |
| Brasile                 | Juceila Bueno            | 22  | 1,80    | Vera Cruz                 |
| Bulgaria                | Vania Peneva             | 23  | 1,78    | Kazanlăk                  |
| Canada                  | Riza Raquel Santos       | 23  | 1,70    | Calgary                   |
| Capo Verde              | Tirzah Évora             | 17  | 1,73    | Santa Maria               |
| Cile                    | Gabriela Pulgar          | 22  | 1,75    | Viña del Mar              |
| Cina                    | Liu Chen                 | 25  | 1,80    | Harbin                    |
| Cipro                   | Orthodoxia Panagi        | 19  | 1,70    | Nicosia                   |
| Colombia                | Monica Restrepo          | 21  | 1,74    | Bogotà                    |
| Corea del Sud           | Kyung Min Doe            | 20  | 1,75    |                           |
| Costa d'Avorio          | Kohiman Kouadio          | 18  | 1,80    | Gagnoa                    |
| Costa Rica              | Paola Chaverri           | 19  | 1,80    | Heredia                   |
| Croazia                 | Katarina Prnjak          | 20  | 1,70    | Sebenico                  |
| Curaçao                 | Monifa Jansen            | 18  | 1,76    | Willemstad                |
| Danimarca               | Maya Olesen              | 20  | 1,75    | Christiansfeld            |
| Ecuador                 | María Verónica Vargas    | 21  | 1,75    | Guayaquil                 |
| Egitto                  | Donia Hamed              | 23  | 1,79    | Il Cairo                  |
| El Salvador             | Marcela Castro           | 17  | 1,72    | San Salvador              |
| Filippine               | Gwendoline Ruais         | 22  | 1,83    | Muntinlupa                |
| Finlandia               | Sara Sieppi              | 19  | 1.73    | Oulu                      |
| Francia                 | Clémence Oleksy          | 20  | 1,76    | Vichy                     |
| Galles                  | Sara Manchipp            | 21  | 1,60    | Port Talbot               |
| Georgia                 | Janet Kerdikoshvili      | 19  | 1,74    | Tbilisi                   |
| Germania                | Sabrina-Nathalie Reitz   | 21  | 1,74    | Francoforte sul Meno      |
| Ghana                   | Stephanie Karikari       | 18  | 1,73    | Atwima                    |
| Giamaica                | Danielle Crosskill       | 26  | 1,69    | Kingston                  |
| Giappone                | Midori Tanaka            | 22  | 1,70    | Okayama                   |
| Gibilterra              | Michelle Pedersen        | 23  | 1.73    | Gibilterra                |
| Grecia                  | Eleni Miariti            | 21  | 1.78    | Atene                     |
| Guadalupa               | Frédérique Grainville    | 20  | 1,71    | Saint-Claude              |
| Guam                    | Siera Robertson          | 21  | 1,78    | Yona                      |
| Guatemala               | Lourdes Figueroa         | 23  | 1,77    | Città del Guatemala       |
| Guyana                  | Arti Cameron             | 22  | 1,65    | Georgetown                |
| Honduras                | Beatriz Ochoa            | 17  | 1,73    | Choloma                   |
| Hong Kong               | Hyman Chu                | 24  | 1,75    | Hong Kong                 |
| India                   | Kanishtha Dhankar        | 22  | 1,77    | Mumbai                    |
| Indonesia               | Astrid Ellena            | 21  | 1,71    | Surabaya                  |
| Inghilterra             | Alize Lily Mounter       | 22  | 1,80    | Londra                    |
| Irlanda                 | Holly Carpenter          | 19  | 1,77    | Dublino                   |
| Irlanda del Nord        | Finola Guinnane          | 22  | 1,72    | Drumbo                    |
| Islanda                 | Sigrún Eva Ármannsdóttir | 18  | 1,80    | Akranes                   |
| Isole Cayman            | Lindsay Japal            | 23  | 1,75    | George Town               |
| Isole Vergini Americane | Esonica Veira            | 22  | 1.72    | St. Thomas                |
| Israele                 | Ella Ran                 | 21  | 1,82    | Herzliya                  |
| Italia                  | Tania Bambaci            | 21  | 1,83    | Barcellona Pozzo di Gotto |
| Kazakistan              | Žanna Žumalijeva         | 24  | 1,79    | Uralsk                    |
| Kenya                   | Susan Anyango            | 19  | 1.82    | Nairobi                   |
| Kirghizistan            | Nazira Nurzhanova        | 24  | 1,74    | Biškek                    |
| Lesotho                 | Nomasondo Mphakisoane    | 24  | 1,78    | Maseru                    |
| Lettonia                | Alise Miškovska          | 23  | 1,74    | Daugavpils                |
| Libano                  | Yara Khoury-Mikhael      | 19  | 1.76    | Beirut                    |
| Liberia                 | Meenakshi Subramani      | 23  | 1,72    | Monrovia                  |
| Lituania                | Ieva Gervinskaité        | 21  | 1,77    | Skuodas                   |
| Macedonia               | Vesna Jakimovska         | 19  | 1,74    | Skopje                    |
| Malaysia                | Chloe Chen               | 21  | 1,75    | Kuala Lumpur              |
| Malta                   | Claire Marie Busuttil    | 22  | 1,73    | La Valletta               |
| Martinica               | Axelle Perrier           | 19  | 1.75    | Fort de France            |
| Mauritius               | Joelle Nagapen           | 22  | 1,68    | St. Pierre                |
| Messico                 | Gabriela Palacio         | 22  | 1,77    | Aguascalientes            |
| Moldavia                | Veronica Popovici        | 21  | 1,75    | Chișinău                  |
| Mongolia                | Buyankhishig Unurbayar   | 21  | 1,77    |                           |
| Montenegro              | Maja Maraš               | 20  | 1,75    | Podgorica                 |
| Namibia                 | Luzaan van Wyk           | 24  | 1,79}   | Windhoek                  |
| Nepal                   | Malina Joshi             | 23  | 1,69    | Dharan                    |
| Nicaragua               | Darling Trujillo         | 24  | 1,78    | Ciudad Darío              |
| Nigeria                 | Sylvia Nduka             | 20  | 1,77    | Taraba                    |
| Norvegia                | Anna Zahl                | 23  | 1,70    | Sortland                  |
| Nuova Zelanda           | Mianette Broekman        | 22  | 1,74    | Auckland                  |
| Paesi Bassi             | Jill Lauren De Robles    | 22  | 1,75    | Drenthe                   |
| Panama                  | Irene Núñez              | 23  | 1,75    | Veraguas                  |
| Paraguay                | Nicole Huber             | 21  | 1,75    | Asunción                  |
| Perù                    | Odilia Garcia            | 24  | 1,84    | Lima                      |
| Polonia                 | Angelika Ogryzek         | 19  | 1,76    | Stettino                  |
| Porto Rico              | Amanda Vilanova          | 19  | 1,73    | San Juan                  |
| Portogallo              | Barbara Franco           | 19  | 1,74    |                           |
| Rep. Ceca               | Denisa Domanská          | 19  | 1,74    | Koryčany                  |
| Rep. Dominicana         | Marianly Tejada          | 19  | 1,81    | San Francisco de Macorís  |
| Romania                 | Alexandra Stanescu       | 21  | 1,75    | Bucarest                  |
| Russia                  | Irina Antonenko          | 20  | 1,78    | Ekaterinburg              |
| Saint-Barthélemy        | Johanna Sansano          | 21  | 1,74    | Gustavia                  |
| Scozia                  | Jennifer Reoch           | 22  | 1.80    | Glasgow                   |
| Serbia                  | Milica Tepavac           | 23  | 1,76    | Sombor                    |
| Sierra Leone            | Swadu Natasha Beckley    | 22  | 1.83    | Freetown                  |
| Singapore               | May Hsu                  | 21  | 1,71    | Singapore                 |
| Slovacchia              | Michaela Nurciková       | 20  | 1,78    | Nové Zámky                |
| Slovenia                | Lana Mahnic Jekoš        | 21  | 1.76    | Grosuplje                 |
| Spagna                  | Carla García             | 20  | 1,76    | Las Palmas                |
| Sri Lanka               | Pushpika De Silva        | 21  | 1,80    | Colombo                   |
| Stati Uniti             | Erin Cummins             | 19  | 1,77    | Seattle                   |
| Sudafrica               | Bokang Montjane          | 24  | 1,75    | Johannesburg              |
| Sudan del Sud           | Atong De Mach            | 23  | 1,80    | Giuba                     |
| Suriname                | Stefanie Grace Gentle    | 21  | 1,73    | Nieuw Nickerie            |
| Svezia                  | Nicoline Artursson       | 18  | 1,77    | Halmstad                  |
| Tanzania                | Salha Israel             | 18  | 1,68    |                           |
| Thailandia              | Pacharida Rodkongka      | 20  | 1,78    | Bangkok                   |
| Trinidad e Tobago       | Lee-Ann Forbes           | 21  | 1,83    | St. James                 |
| Turchia                 | Gizem Karaca             | 18  | 1,71    | Istanbul                  |
| Ucraina                 | Iaroslava Kuriacha       | 19  | 1,76    | Odessa                    |
| Uganda                  | Sylvia Namutebi          | 23  | 1,75    |                           |
| Ungheria                | Linda Szunai             | 18  | 1,72    | Nagykovácsi               |
| Uruguay                 | Belen Sogliano           | 18  | 1,71    | Montevideo                |
| Venezuela               | Ivian Sarcos             | 22  | 1,80    | Guanare                   |
| Vietnam                 | Victoria Ph?m Thuý Vy    | 21  | 1,73    | California                |
| Zimbabwe                | Malaika Mushandu         | 19  | 1,82    | Harare                    |

### Debutti
- Armenia
- Kirghizistan
- Saint-Barthélemy
- Sudan del Sud

### Ritorni
- Ultima partecipazione nel 1995:
  -  Bermuda
- Ultima partecipazione nel 1996:
  -  Bonaire
  -  Guam
- Ultima partecipazione nel 2005:
  -  Nicaragua
- Ultima partecipazione nel 2008:
  -  Cile
- Ultima partecipazione nel 2009:
  -  Austria
  -  Liberia
  -  Rep. Dominicana
  -  Slovenia

### Ritiri
- Etiopia[193]
- Lussemburgo
- Macao
- Malawi
- Polinesia francese
- Saint Kitts e Nevis

### Sostituzioni
- Austria: Julia Hofer ha sostituito l'originale vincitrice di Miss Austria 2011, Carmen Stamboli, dato che Carmen superava l'età massima consentita dal regolamento di Miss Mondo. Julia era la seconda classificata al concorso nazionale.
- Mauritius: Joelle Nagapen ha sostituito Laetitia Darche dato che Laetitia aveva già partecipato a Miss Intercontinental 2011. Joelle era la seconda classificata al concorso nazionale.
- Messico: Cynthia de la Vega è stata sostituita da Gabriela Palacio in quanto detronizzata dal titolo per non aver rispettato gli accordi contrattuali.

### Crossover
Miss Universo
- 2008:  Guam - Siera Robertson
- 2009:  Guatemala - Lourdes Figueroa
- 2010:  Egitto - Donia Hamed
- 2011:  Aruba - Gillain Berry
- 2011:  Belgio - Justine De Jonckheere
- 2011:  Libano - Yara Khoury-Mikhael
- 2011:  Russia - Natal'ja Gantimurova
- 2011:  Sudafrica - Bokang Montjane

Miss International
- 2009:  Sudafrica - Bokang Montjane
- 2010:  Messico - Gabriela Palacio (Miss Photogenic)

Miss Terra
- 2006:  Canada - Riza Raquel Santos (Miss Photogenic)
- 2007:  Perù - Odilia Garcia (Top 8)
- 2007:  Sudafrica - Bokang Montjane (Top 16)
- 2008:  Guadalupa - Frédérique Grainville  Martinica
- 2010:  Sudan del Sud - Atong de Mach

Miss Chinese Toronto
- 2009:  Hong Kong - Hyman Chu (Beautiful Hair Award)

Miss Tourism International
- 2009:  Panama - Irene Núñez (Top 10)

Miss Tourism Queen International
- 2007:  Bulgaria - Vania Peneva

Piel Dorada Internacional
- 2011:  Nicaragua - Darling Trujillo (Vincitrice)

Miss Bikini International
- 2011:  Nicaragua - Darling Trujillo

Miss Global Beauty Queen
- 2011:  Costa Rica - Paola Chaverri

Miss América Latina
- 2010:  Porto Rico - Amanda Vilanova (2ª classificata)

Miss Tourism Europe
- 2011:  Germania - Sabrina-Nathalie Reitz

## Trasmissioni internazionali
- Albania: Sky Channel 114
- Angola: TPA
- Armenia: ARMTV
- Aruba: ATV
- Australia: SBS
- Bahamas: ZNS-TV
- Bangladesh: ATN Bangla
- Barbados: CBC
- Belgio: NonStop Television
- Bielorussia: Belaruskaja
- Bolivia: Unitel
- Bosnia ed Erzegovina: BHRT
- Botswana: Botswana Television
- Cina: CCTV
- Cina Taipei: CTS
- Colombia: Canal Uno
- Corea del Sud: T-Cast / Fashion N
- Costa Rica: Teletica
- Danimarca: NonStop Television
- Egitto: Dalycartoon
- El Salvador: TCS
- Estonia: NonStop Television
- eSwatini: Swazi TV
- Filippine: GMA Network
- Finlandia: NonStop Television
- Francia: Paris Première
- Galles: Active Channel
- Georgia: Telemedia
- Ghana: Viasat TV
- Giamaica: TVJ
- Gibilterra: GBC
- Guatemala: Radio Television Guatemala
- Hong Kong: CCTV
- India: Zee Cafe
- Indonesia: RCTI
- Inghilterra: Active Channel
- Irlanda: Active Channel
- Irlanda del Nord: Active Channel
- Islanda: SkjárEinn
- Israele: Channel 10
- Italia: Fox Life
- Kazakistan: KTK
- Kenya: Royal Media Services
- Lettonia: NonStop Television
- Libano: LBC
- Lituania: LRT
- Lussemburgo: NonStop Television
- Macao: CCTV
- Macedonia: Kanal 5
- Mauritius: MBC
- Messico: Televisa
- Mongolia: UBS
- Mozambico: STV
- Nigeria: Silverbird Group
- Norvegia: NonStop Television
- Nuova Zelanda: TVNZ
- Paesi Bassi: NonStop Television
- Panama: Medcom
- Paraguay: Telefuturo
- Perù: Frecuencia Latina
- Polonia: Polsat
- Porto Rico: WIPR-TV
- Portogallo: RTP2
- Russia: CTC
- Saint Kitts e Nevis: ZIZ-TV 2
- Saint Vincent e Grenadine: ZBG-TV
- Saint Lucia: VQH-TV
- Scozia: Active Channel
- Seychelles: SBC
- Slovenia: RTV
- Spagna: Antena 3
- Stati Uniti: E! Entertainment
- Suriname: ATV
- Svezia: NonStop Television
- Thailandia: Channel 3
- Trinidad e Tobago: C Television [LIVE]
- Ucraina: Inter-TV
- Uganda: WBS
- Ungheria: RTL Klub
- Venezuela: Venevisión
- Vietnam: HTV
- Zambia: ZNBC
- Zimbabwe: ZBC